# فرانسیسکو فریونه
فرانسیسکو فریونه (انگلیسی: Francisco Frione; ۲۱ ژوئیهٔ ۱۹۱۲ – ۱۷ فوریهٔ ۱۹۳۵) بازیکن فوتبال اهل اروگوئه بود.
از باشگاه‌هایی که در آن بازی کرده‌است می‌توان به باشگاه فوتبال اینتر میلان و باشگاه فوتبال مونته‌ویدئو واندررز اشاره کرد.
وی همچنین در تیم ملی فوتبال اروگوئه بازی کرده‌است.